# دانيال بن سعيد
دانيال بن سعيد (بالفرنسية: Daniel Bensaïd)‏ (‏25 مارس 1946 - 12 يناير 2010 ) كان فيلسوفا وقائد الحركة التروتسكية في فرنسا. يعتبر من الشخصيات القيادية في الانتفاضة الطلابية عام 1968 حين درس في جامعة باريس الغربية نانتير.

## حياته
ولد سعيد في تولوز لأب يهودي سفاردي من الجزائر هاجر من وهران، حيث التقى بوالدة بن سعيد، إلى فيشي تولوز. في أعقاب مذبحة 8 فبراير في باريس التي استهدفت الجزائريين فيها، انضم بن سعيد إلى اتحاد الطلبة الشيوعيين. نظرا لضيقه مما اعتبره جمودا فكريا في الحزب، أصبح جزءا من جناح يساري معارض داخل الاتحاد، وكان من ضمن المنشقين الذين فصلوا من الحزب عام 1966.
عام 1966 بدأ بن سعيد دراسته في École normale supérieure de Saint-Cloud حيث ساهم بتأسيس Jeunesse Communiste Révolutionnaire التي تحولت بمرور الزمن إلى العصبة الشيوعية الثورية(LCR). قام، أسوة بدانيال كوهن-بندت بالمشاركة بتأسيس حركة 22 مارس التي اشتركت في أحداث 25 مايو 1968 في فرنسا
لاحقا أصبح منظرا بارزا في LCR وفي الأمانة العامة الموحدة للأممية الرابعة، وأستاذ الفلسفة في جامعة باريس الثامنة. كان عضوا في المؤسسة الدولية للبحث والتعليم. بعيد موته وصفه طارق علي بأنه «مثقف فرنسا الماركسي الأول، الذي كان مطلوبا في البرامج الحوارية وكتابة المقالات والمراجعات في لو موند وليبراسيون.» اشتهر بدراساته حول والتر بنيامين وكارل ماركس، وتحليله لما بعد الحداثة الفرنسية الذي نشر مؤخرا.
توفي من السرطان الذي أصيب به كأثر جانبي للأدوية التي كان يتلقاها لعلاج الإيدز، الذي كان مريضا به منذ 16 عاما.

## مؤلفات
- with Henri Weber: Mai 1968: Une répétition générale (François Maspero, 1968)
- La revolution et le pouvoir (Penser, 1976)
- Walter Benjamin sentinelle messianique (Plon, 1990)
- La discordance des temps : essais sur les crises, les classes, l'histoire (Editions de la Passion 1995)
- Marx l'intempestif : Grandeurs et misres d'une aventure critique (Fayard 1996); English translation: Marx for Our Times (Verso 2002)
- Le pari melancolique (Fayard 1997)
- Le sourire du spectre (Michalon 2000)
- Qui est le juge? (Fayard 1999)
- Contes et le gendes de la guerre ethique (Textuel 1999)
- Eloge de la resistance e l'air du temps (Textuel 1999)
- Une lente impatience. Stock - Un ordre d'idées 2004. ISBN 2-234-05659-4
- Les irreductibles (Textuel 2001)
- Fragments Mécréants. Mythes Identitaires et République Imaginaire (2005)
- "In Memory of a Rebel." Telos 44, Summer 1980.